# Facultad de Odontología de la Universidad Central de Venezuela

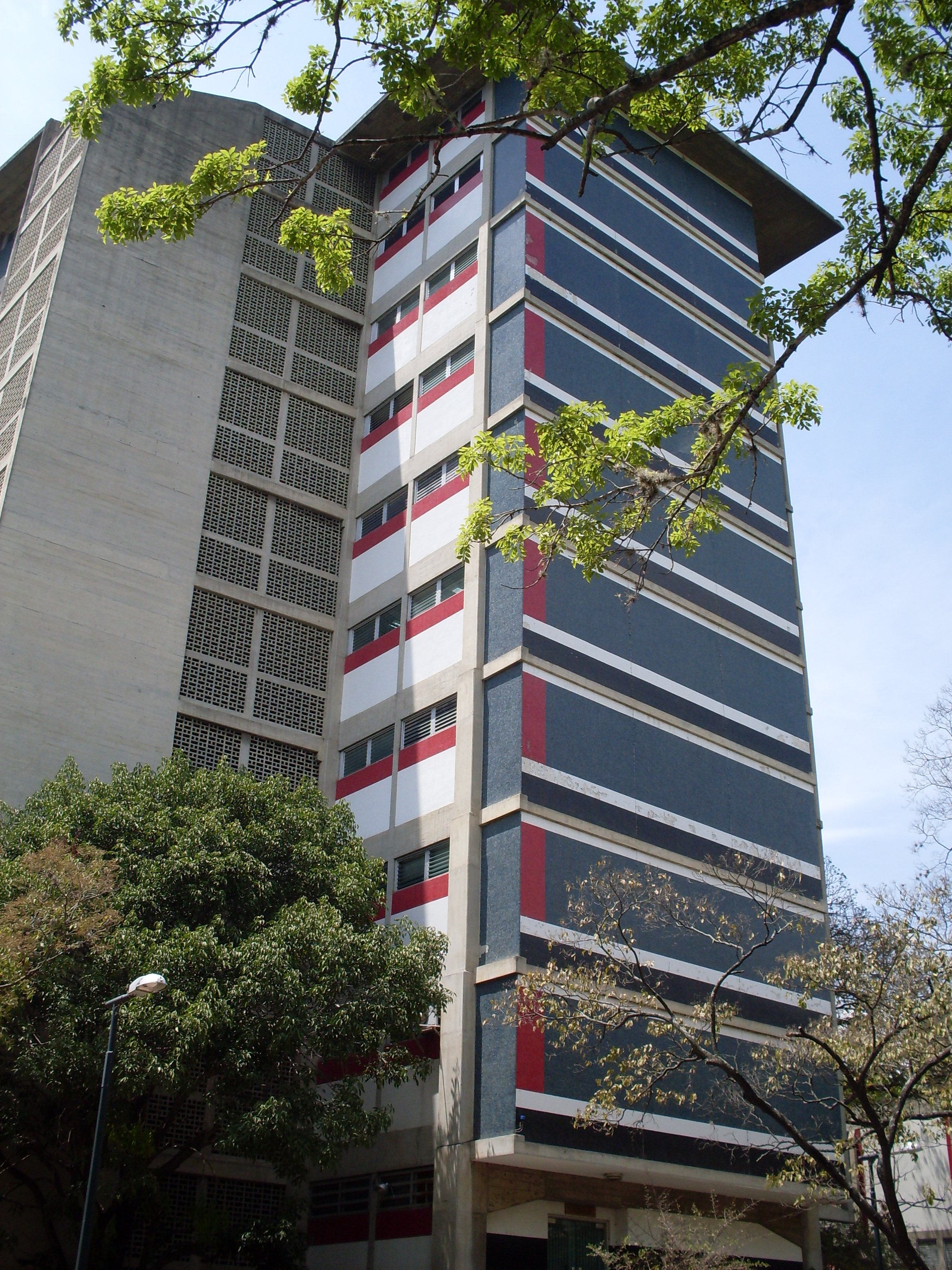
Edificio de la facultad

La Facultad de Odontología de la UCV  es el nombre que recibe una de la subdivisiones de la Universidad Central de Venezuela. Se trata de un complejo creado originalmente en 1940 que abarca 1 escuela (odontología), 2 institutos y 7 coordinaciones, y está localizada dentro de la Ciudad Universitaria de Caracas rodeada de la Facultad de Ciencias, la Facultad de Farmacia y la Unidad de Hematología y Oncología, todas en la parroquia San Pedro del Municipio Libertador de Caracas, al oeste de la ciudad de Caracas, en el centro norte de Venezuela.
Está destinada a la formación de profesionales en distintas áreas de la Odontología incluyendo carreras de pregrado de 5 años con tres turnos y post grados. Posee cafetín, biblioteca, salones y diversas salas clínicas para atender pacientes y realizar prácticas, evaluaciones y estudios. El Instituto de Investigaciones odontológicas Dr Raúl Vicentelli que funciona en la estructura posee dos unidades la Unidad de Investigación Clínica y la Unidad Investigación Saliva.
La Facultad sufrió un proceso de reorganización que fue aprobado por el Consejo Universitario en el año 2007. El edificio sede de la Facultad consta de un edificio moderno de varios pisos que destaca como un Mural sin nombre del artista Omar Carreño y que fue creado en 1957.